# Badminton aux Jeux du Commonwealth de 2018
Navigation
Édition précédente
Le badminton aux Jeux du Commonwealth de 2018 a lieu au Carrara Sports and Leisure Centre, à Gold Coast, en Australie, du 5 au 15 avril 2018. 6 épreuves sont au programme.

## Médaillés
| Épreuve          | Or | Argent | Bronze |
| ---------------- | --- | --- | --- |
| Simple messieurs | Lee Chong Wei (MAS) | Srikanth Kidambi (IND) | Rajiv Ouseph (ENG) |
| Simple dames     | Saina Nehwal (IND) | P. V. Sindhu (IND) | Kirsty Gilmour (SCO) |
| Double messieurs | Angleterre Marcus Ellis Chris Langridge | Inde Satwiksairaj Rankireddy Chirag Shetty | Malaisie Goh V Shem Tan Wee Kiong |
| Double dames     | Malaisie Chow Mei Kuan Vivian Hoo | Angleterre Lauren Smith Sarah Walker | Inde Ashwini Ponnappa N. Sikki Reddy |
| Double mixte     | Angleterre Chris Adcock Gabrielle Adcock | Angleterre Marcus Ellis Lauren Smith | Malaisie Chan Peng Soon Goh Liu Ying |
| Équipe mixte     | Inde Srikanth Kidambi Saina Nehwal Satwiksairaj Rankireddy Ashwini Ponnappa Pranaav Chopra Chirag Shetty N. Sikki Reddy Gadde Ruthvika Shivani P. V. Sindhu Prannoy Kumar | Malaisie Chan Peng Soon Soniia Cheah Chow Mei Kuan Goh Liu Ying Goh Soon Huat Goh V Shem Vivian Hoo Kah Mun Shevon Jemie Lai Lee Chong Wei Tan Wee Kiong | Angleterre Chris Adcock Gabrielle Adcock Chloe Birch Marcus Ellis Ben Lane Chris Langridge Rajiv Ouseph Jessica Pugh Lauren Smith Sarah Walker |

## Tableau des médailles
| Rang  | Nation     | Or | Argent | Bronze | Total |
| ----- | ---------- | -- | ------ | ------ | ----- |
| 1     | Inde       | 2  | 3      | 1      | 6     |
| 2     | Angleterre | 2  | 2      | 2      | 6     |
| 3     | Malaisie   | 2  | 1      | 2      | 5     |
| 4     | Écosse     | 0  | 0      | 1      | 1     |
| Total | Total      | 6  | 6      | 6      | 18    |